# Glasberg (Pfälzerwald)
Der Glasberg ist ein 416,7 m ü. NHN hoher Berg im Mittleren Pfälzerwald, einem Teil des Pfälzerwaldes. Am Berg finden sich zahlreiche Buntsandsteinfelsformationen. Die Felsen Luitpoldfelsen (ND-7317-191), Gebrochener Felsen (ND-7317-184) und Schillerwand (ND-7317-185) sind als Naturdenkmale ausgewiesen.

## Geographie

### Lage
Der Glasberg liegt im Biosphärenreservat Pfälzerwald-Vosges du Nord und im Naturpark Pfälzerwald, geographisch am Südwestrand des Mittleren Pfälzerwaldes bzw. am Ostrand des Zweibrückener Westrich. Der Berg wird im Westen und Norden durch das Lamsbachtal begrenzt. Im Südosten trennt das Glastal den Berg vom Kleinen Arius. Das Waldgebiet gehört zum Staatsforst Westrich, der vom Forstamt Westrich betreut wird. Der Berg liegt auf der Gemarkung der Stadt Pirmasens in Rheinland-Pfalz.

### Naturräumliche Zuordnung
Der Glasberg gehört zum Naturraum Pfälzerwald, der in der Systematik des von Emil Meynen und Josef Schmithüsen herausgegebenen Handbuches der naturräumlichen Gliederung Deutschlands und seinen Nachfolgepublikationen als Großregion 3. Ordnung klassifiziert wird. Betrachtet man die Binnengliederung des Naturraums, so gehört er zum Mittleren Pfälzerwald.
Zusammenfassend folgt die naturräumliche Zuordnung damit folgender Systematik:
1. Großregion 1. Ordnung: Schichtstufenland beiderseits des Oberrheingrabens
2. Großregion 2. Ordnung: Pfälzisch-Saarländisches Schichtstufenland
3. Großregion 3. Ordnung: Pfälzerwald
4. Region 4. Ordnung (Haupteinheit): Mittlerer Pfälzerwald

## Zugang und Wandern
Der Berg ist vollständig bewaldet. Zum Gipfel führt kein Wanderweg. Um den Berg verlaufen einige Forstwege. Der zertifizierte Prädikatswanderweg Pirmasenser Felsenwald verläuft am Südosthang des Berges entlang der Felsformationen und durch das Glastal.